# Paramythiidae
I Paramythiidae Sclater, 1893 sono una famiglia di uccelli appartenente all'ordine dei passeriformi.

## Descrizione
Le due specie ascritte alla famiglia appaiono piuttosto differenti fra loro, col beccabacche cincia che (come intuibile dal nome) ricorda una cincia con vivace colorazione gialla e nera e il beccabacche crestato che ricorda un beccofrusone dalla lunga coda e i colori vivaci, con caratteristica cresta erettile nera: nel primo caso si tratta di uccelletti di 12-14 cm di lunghezza, nel secondo caso la taglia si aggira attorno ai 19-22 cm.

Ambedue le specie presentano dimorfismo sessuale, con femmine dalla colorazione meno brillante, ed in ambedue le specie il dorso è di colore verde oliva e la coda è nero-bluastra.

## Distribuzione
La famiglia è endemica della Nuova Guinea, della quale le due specie popolano la foresta nebulosa delle aree montane centrali.

## Biologia
Le due specie della famiglia presentano costumi di vita diurni ed arborei, passando la maggior parte del tempo nella canopia, da soli o in coppie, non di rado aggiungendosi a stormi misti con altre specie (coda a ventaglio, melifagidi, ifrita e uccelli del paradiso).
La dieta di questi uccelli è in massima parte frugivora, comprendendo però anche una piccola percentuale di insetti e di fiori.
Le abitudini riproduttive di questi uccelli sono in larga parte ignote: sicuramente ambedue le specie sono monogame e si riproducono a cavallo fra la fine della stagione delle piogge e la stagione secca, col nido che è una coppa di licheni intrecciati e viene costruito dalla sola femmina.

## Tassonomia
La famiglia comprende due generi monotipici:
Famiglia Paramythiidae
- Genere Oreocharis
  - Oreocharis arfaki (Meyer, 1875) - beccabacche cincia
- Genere Paramythia
  - Paramythia montium de Vis, 1892 - beccabacche crestato

La sistematica di questi uccelli è stata piuttosto travagliata: il beccabacche cincia veniva effettivamente ascritto ai Paridae, mentre il beccabacche crestato era classificato fra i beccafiori della famiglia Dicaeidae, dove in seguito anche la prima specie venne spostata. In seguito, le analisi del DNA hanno dimostrato la loro completa estraneità fra i beccafiori e questi uccelli, che sono stati prima inseriti nella neonata famiglia Melanocharitidae (anch'essa nata per scorporo dai Dicaeidae) ed in seguito in una propria famiglia, facente parte del ramo basale della radiazione evolutiva australo-papuana dei Passeriformes.